# African Jazz Pioneers
Gli African Jazz Pioneers sono un gruppo musicale sudafricano formato a Johannesburg nel giugno del 1981 dal sassofonista Bra Ntemi Pilso. Il gruppo fonde le sonorità jazz delle big band con quelle marabi e kwela delle township sudafricane, con l'intento di ricreare il divertimento proprio dei concerti dal vivo di quell'epoca.
Il gruppo è sopravvissuto attraverso i diversi decenni ed è attualmente alla terza generazione di musicisti che lo compongono. Ha una rinnovata immagine e un sound più giovane. Il leader e sassofonista Bra Ntemi Piliso, autore della maggior parte delle canzoni, scomparso nel 2001, ha lasciato il posto ai membri più giovani del gruppo, che ne continuano la tradizione.

## Storia
Il primo nucleo degli African Jazz Pioneers venne fondato da Bra Ntemi Pilso (all'anagrafe Ntemi Edmund Piliso) negli anni cinquanta,  quando il jazz era di moda e le big band godevano di grande risalto. In quel periodo la Dorkay House (alla fine di Eloff Street, a Johannesburg), serviva da rifugio per leggende musicali del Sudafrica come Dollar Brand, Kippie Moeketsi, Miriam Makeba, Ntemi Piliso, Dudu Pukwana, Hugh Masekela, Wilson Silgee, Zakes Nkosi e Jonas Gwangwa. Ma tutto questo ebbe fine negli anni sessanta, quando le grandi orchestre divennero di moda. Nei primi anni cinquanta, Bra Ntemi e il suo gruppo Alexandra All Star erano all'avanguardia nella scena musicale del Sud Africa, mescolando il suono delle grandi orchestre statunitensi con i tradizionali ritmi majuba e le influenze marabi. Gli African Jazz Pioneers ebbero un enorme successo e un grande seguito in quegli anni. Tutto questo finì nel 1963, quando venne distrutto il villaggio cultarale di Sophiatown e gli artisti che vi si esibivano andarono in esilio e anche Bra Ntemi decise così di sciogliere la prima formazione del gruppo.
Nel giugno del 1981, Bra Ntemi decise che era tempo di riunire i membri del gruppo e tornare a suonare dal vivo sul palco della Dorkay House. Il gruppo mise così assieme sia veterani della scena marabi che giovani musicisti che riprendevano il medesimo stile. Il primo concerto tenuto dal gruppo avvenne in una chiesa in Alexandra. Da quella esibizione, gli African Jazz Pioneers si sono evoluti fino al punto che il loro energici concerti sono diventati famosi in tutto il paese e negli stati confinanti.
A dispetto delle leggi discriminatorie e della censura, gli African Jazz Pioneer sono infatti sopravvissuti all'apartheid evolvendo la propria musica. La fama internazionale arrivò dopo il primo tour oltreoceano e la conferenza di Casa ad Amsterdam nel 1987. Con l'allentamento del boicottaggio, nel 1990, gli African Jazz Pioneers furono tra i primi a viaggiare in tutto il mondo suonando ai festival musicali in Francia, Giappone, Svizzera, Regno Unito, Spagna e Paesi Bassi. In quegli anni condivisero il palco con musicisti come Youssou N'Dour, Quincy Jones, Gilberto Gil, Nina Simone e Chick Corea. Si sono inoltre esibiti in patria in più occasioni per Nelson Mandela e all'estero per il Ministro della Cultura fiammingo, il Presidente del Parlamento europeo e il Presidente Thabo Mbeki.
La forza trainante degli African Jazz Pioneers è sempre stata Bra Ntemi. Altri musicisti sono andati e venuti, ma lui è sempre stato al centro della formazione, assicurando la continuità del proprio sound jazz, unico nel suo genere. Il giovane Ntemi cominciò a suonare il sassofono dopo che il suo amato trombone gli fu rubato. Il sassofono divenne ben presto il suo marchio di fabbrica e fu uno dei più longevi e influenti sassofonisti del paese, tanto da venire premiato nell'agosto del 2000 dal ministro Ben Ngubane, durante una cerimonia al Morelete Park, a Mamelodi. Bra Ntemi è morto il 18 dicembre del 2000.
Gli African Jazz Pioneers hanno onorato la promessa fatta a Bra Ntemi di continuare a suonare la loro musica. L'Ikageng Jazz Festival, istituito nel 2001, è stato intitolato in loro onore The Night of the Pioneers e il gruppo ha chiuso ogni edizione come protagonista del progetto. Nell'ottobre del 2002, gli African Jazz Pioneers hanno registrato un album in CD e DVD intitolato Alextown, assieme alla leggenda del jazz giamaicano e padrino dello ska Ernest Ranglin al Downtown Studio di Johannesburg. Il maggio 2003 ha visto i pionieri collaborare con la RAU Song & Dance Company e con Dolly Rathebe nell'evento Sof'town – a Celebration, suonando per cinque notti di seguito e ottenendo il tutto esaurito.

## Formazione
- Albert Kumalo – chitarra
- Brahms Hlabatau – sax tenore
- Sello Manyaka – sax alto
- Mpho Sithole – sax alto
- Levy Kgasi – tromba
- Makhosonke Mrubata – tromba
- Phillip Tau – basso
- Madoda Gxabeka – batteria
- Xolani Maseti – tastiera
- Khanya Ceza – voce

## Discografia parziale

### Album in studio
- 1989 – African Jazz Pioneers
- 1989 - Rhythms Of Freedom (con The Genuines, Ntsikane e Sabenza)
- 1993 – Sip 'n Fly
- 1996 – Shufflin' Joe
- 1999 – Afrika Vukani
- 2004 – 76–3rd Avenue
- 2005 – Alextown (con Ernest Ranglin)

### Album dal vivo
- 1991 – Live at the Montreux Jazz Festival

### Raccolte
- 2000 – The Best of African Jazz Pioneers
- 2011 – Great South African Performers